# Юбілейний (Тотемський район)
Юбіле́йний (рос. Юбилейный) — селище у складі Тотемського району Вологодської області, Росія. Адміністративний центр Погоріловського сільського поселення.

## Населення
Населення — 1771 особа (2010; 1658 у 2002).
Національний склад (станом на 2002 рік):
- росіяни — 95 %